# Реестр субъектов страхового дела РФ

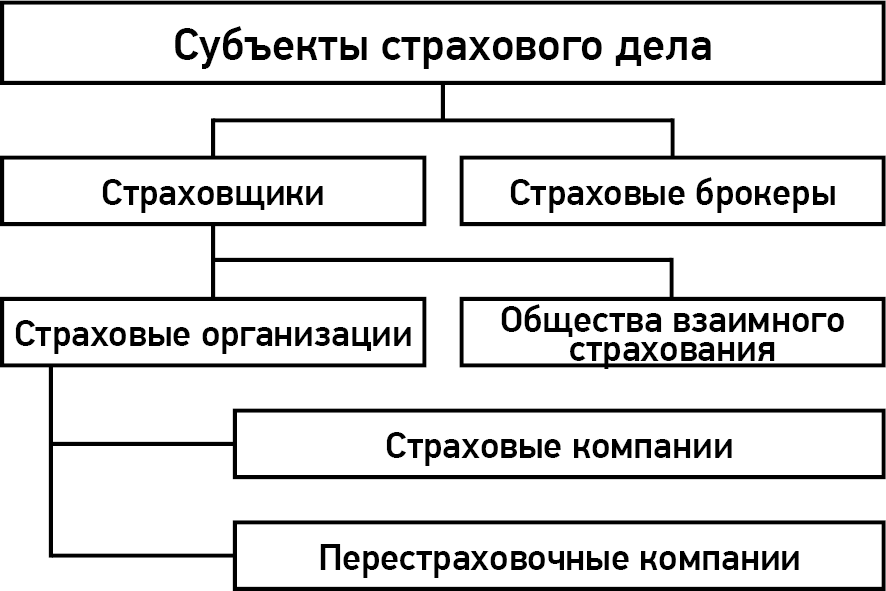
Субъекты страхового дела в РФ

Единый государственный реестр субъектов страхового дела (ЕГРССД, ранее велся государственный реестр страховых организаций, еще ранее — государственный реестр страховщиков) — официальный перечень российских страховых организаций (страховых и перестраховочных компаний), обществ взаимного страхования (ОВС) и страховых брокеров. Первый реестр страховых компаний, получивших страховые лицензии в Минфине РСФСР, был составлен в ноябре 1992 года, в нём было 626 страховщиков. В реестре, опубликованном Федеральной службой России по надзору за страховой деятельностью в августе 1994 года, было уже более 2400 страховых компаний. 
Перечень субъектов страхового дела (ССД) в РФ определен последней версией статьи 4.1 Закона об организации страхового дела (ФЗ 4015-1 от 27 ноября 1992 года).  Ведение реестра возложено по закону на государственный орган страхового надзора (в разное время его функции выполняли Минфин РФ, ФССН, ФСФР, а в настоящее время — Центральный банк РФ) и является одной из его важнейших функций. Юридические или физические лица подлежат включению в реестр одновременно с получением лицензии от органа страхового надзора и исключаются из него сразу после аннулирования (отзыва) такой лицензии. Включенные в реестр субъекты страхового дела отличаются от прочих субъектов экономики и права тем, что обладают, в частности, специальной правоспособностью, на них распространяется специальный режим налогообложения.
Ведение реестра организовано в соответствии с Указанием Банка России от 30 сентября 2014 года N 3400-У «О порядке внесения сведений о субъектах страхового дела в единый государственный реестр субъектов страхового дела» . Каждому субъекту страхового дела присваивается номер в реестре, служащий его уникальным идентификатором и не изменяющийся при переименовании или при переезде. Для всех субъектов страхового дела в ЕГРССД вносятся также:
- полное и сокращенное наименование (или фамилия, имя и отчество);
- место нахождения и адрес;
- ОГРН и ИНН;
- сведения о руководителе, главном бухгалтере, членах коллегиального исполнительного органа и об актуарии;
- сведения о внутреннем аудиторе;
- сведения об учредителях и о размере уставного капитала;
- сведения о юридических лицах - членах общества взаимного страхования;
- сведения о деятельности в сфере страхового дела (страхование, перестрахование, взаимное страхование, посредническая деятельность в качестве страхового брокера);
- вид страховой деятельности, на осуществление которого выдана лицензия;
- виды страхования;
- правила страхования;
- субъекты РФ, на территории которых осуществляется деятельность в сфере обязательного медицинского страхования;
- адрес сайта ССД в сети Интернет;
- телефон и факс;
- адреса филиалов и представительств и сведения об их руководителях;
- номер, дата выдачи и срок действия лицензии;
- номер и дата принятия решения о выдаче, переоформлении, замене бланка, выдаче дубликата лицензии;
- сведения о принятии решения о приостановлении, возобновлении действия лицензии либо об отзыве (аннулировании, прекращении действия) лицензии;
- причины и дата исключения субъекта страхового дела из ЕГРССД.

Реестр субъектов страхового дела регулярно (обычно не реже одного раза в квартал, с 2016 года - как правило ежемесячно) публикуется органом страхового надзора, в нём постоянно происходят изменения (при этом публикуется обычно сокращенная версия реестра). Орган страхового надзора издает приказы (решения) о выдаче новых лицензий и включении их получателей в реестр, а также об отзыве лицензий и исключении тех или иных лиц и организаций из этого реестра.
За пятнадцать лет - с октября 2003 по сентябрь 2018 года общее число субъектов в реестре снизилось в 5 раз с 1434 до 280.